# Mortágua
Mortágua és un municipi portuguès, situat al districte de Viseu, a la regió del Centre i a la subregió de Dão-Lafões. L'any 2004 tenia 10.365 habitants. Es divideix en 10 freguesias. Limita al nord amb Águeda, al nord-est amb Tondela, a l'est amb Santa Comba Dão, al sud amb Penacova i a l'oest amb Mealhada i Anadia.

## Població
| Població del concelho de Mortágua (1801 – 2004) | Població del concelho de Mortágua (1801 – 2004) | Població del concelho de Mortágua (1801 – 2004) | Població del concelho de Mortágua (1801 – 2004) | Població del concelho de Mortágua (1801 – 2004) | Població del concelho de Mortágua (1801 – 2004) | Població del concelho de Mortágua (1801 – 2004) | Població del concelho de Mortágua (1801 – 2004) | Població del concelho de Mortágua (1801 – 2004) |
| ----------------------------------------------- | ----------------------------------------------- | ----------------------------------------------- | ----------------------------------------------- | ----------------------------------------------- | ----------------------------------------------- | ----------------------------------------------- | ----------------------------------------------- | ----------------------------------------------- |
| 1801                                            | 1849                                            | 1900                                            | 1930                                            | 1960                                            | 1981                                            | 1991                                            | 2001                                            | 2004                                            |
| 5864                                            | 7520                                            | 8834                                            | 10268                                           | 13024                                           | 11291                                           | 10662                                           | 10379                                           | 10365                                           |

## Freguesies
- Almaça
- Cercosa
- Cortegaça
- Espinho
- Marmeleira
- Mortágua
- Pala
- Sobral
- Trezói
- Vale de Remígio